# Pedro Mendes (calciatore 1990)
Pedro Filipe Teodósio Mendes (Neuchâtel, 1º ottobre 1990) è un calciatore portoghese, difensore del Dila Gori.

## Carriera

### Club

#### Gli inizi e il Sporting Lisbona
Nato a Neuchâtel, in Svizzera, a 9 anni si trasferisce in Portogallo per giocare con i pulcini del club portoghese Real SC. Nel 2005, all'età di 15 anni, viene notato dal club capitolino dello Sporting Lisbona che lo inserisce nel proprio settore giovanile. Percorre tutta la trafila delle giovanili fino a collezionare 3 presenze nella squadra B dello Sporting Lisbona, e la stagione successiva ritorna in prestito al Real dove colleziona 22 presenze.

#### Prestiti al Servette e Real Madrid
Viene quindi prestato per un anno al club svizzero del Servette, con cui esordisce a 19 anni nella Challenge League. A fine stagione sono 15 i gettoni collezionati.
In seguito passa al Real Madrid che lo prende in prestito per schierarlo nella propria squadra riserve, in Segunda División, collezionando 23 presenze e realizzando anche la prima rete da professionista e vincendo il campionato. Nel corso della stagione le buone prestazioni gli valgono la chiamata del mister José Mourinho in prima squadra facendolo accomodare svariate volte in panchina, finché il 7 dicembre ha modo di esordire nella vittoria per 3-0 sull'Ajax in un match della UEFA Champions League. La stagione successiva non viene riscattato dal Real Madrid e torna così al club proprietario del cartellino, lo Sporting Lisbona.

#### Ritorno allo Sporting Lisbona e l'esperienza italiana
Il 27 gennaio 2013 esordisce in prima squadra e in Primeira Liga entrando al posto del difensore olandese Khalid Boulahrouz. Durante la stagione gioca principalmente nella squadra B dove riesce a mettere a segno un gol in 30 partite, a fine anno non trova l'accordo con la società di Lisbona per il rinnovo del contratto, viene quindi tesserato dal Parma che lo porta in Italia. Esordisce in Serie A il 1º settembre 2013 in Udinese-Parma, subentrando a Felipe nel secondo tempo.
Il 21 gennaio 2014 viene ceduto, in comproprietà, al Sassuolo. Esordisce con la nuova maglia il 2 febbraio 2014 in Sassuolo-Verona. Dopo 9 presenze ed una salvezza raggiunta con la società neroverde il difensore portoghese viene riscattato dal Parma. Malgrado i problemi societari della stagione successiva, colleziona 17 presenze mettendosi in luce dopo la cessione dell'argentino Gabriel Paletta.

#### Rennes
Dopo essersi svincolato dal Parma, il 6 luglio 2015 firma con il Rennes, dove sceglie di indossare la maglia numero 5. Ha esordito in Ligue 1 l'8 agosto seguente, nella sconfitta esterna per 2-1 contro il Bastia. Con il club rossonero gioca due ottime annate fornite da buone prestazioni mettendo insieme 41 presenze.

#### Montpellier
Il 18 luglio 2017 firma un contratto quadriennale con scadenza il 30 giugno 2021 con il Montpellier, che lo acquista a titolo definitivo per un milione di euro, arrivando insieme a Giovanni Sio. È apparso per la prima volta con loro il 5 agosto, giocando l'intera vittoria casalinga per 1-0 contro il Caen. Segnerà il suo primo gol con un colpo di testa su calcio d'angolo nella vittoria esterna contro il Troyes.
Mendes è diventato una parte fondamentale della risoluta squadra del Montpellier di Michel Der Zakarian nelle stagioni successive, affiancando i veterani Daniel Congré e Hilton in una difesa a tre. Nell'ottobre 2018 ha prorogato il suo contratto per altri due anni fino al 2023.

#### Estrela Amadora
Il 24 agosto 2023 si trasferisce all'Estrela Amadora, Militante in Primeira Liga.

### Nazionale
Ha giocato nelle varie nazionali giovanili portoghesi a partire dall'Under-17 fino all'Under-21, collezionando in totale ben 50 presenze segnando un gol.
Ha poi esordito in nazionale maggiore il 14 ottobre 2018 nell'amichevole contro la Scozia.

## Statistiche

### Presenze e reti nei club
Statistiche aggiornate al 30 agosto 2023.
| Stagione                  | Squadra                   | Campionato                | Campionato | Campionato | Coppe nazionali | Coppe nazionali | Coppe nazionali | Coppe continentali | Coppe continentali | Coppe continentali | Altre coppe | Altre coppe | Altre coppe | Totale | Totale |
| Stagione                  | Squadra                   | Comp                      | Pres       | Reti       | Comp            | Pres            | Reti            | Comp               | Pres               | Reti               | Comp        | Pres        | Reti        | Pres   | Reti   |
| ------------------------- | ------------------------- | ------------------------- | ---------- | ---------- | --------------- | --------------- | --------------- | ------------------ | ------------------ | ------------------ | ----------- | ----------- | ----------- | ------ | ------ |
| 2008-2009                 | Sporting Lisbona B        | TD                        | 3          | 0          | -               | -               | -               | -                  | -                  | -                  | -           | -           | -           | 3      | 0      |
| 2009-2010                 | Real SC                   | SL                        | 22         | 0          | CP+CdL          | 1+0             | 1               | -                  | -                  | -                  | -           | -           | -           | 23     | 1      |
| 2010-2011                 | Servette                  | CL                        | 15         | 0          | CS              | 1               | 0               | -                  | -                  | -                  | -           | -           | -           | 16     | 0      |
| 2011-2012                 | Real M. Castilla          | SDB                       | 23         | 1          | -               | -               | -               | -                  | -                  | -                  | -           | -           | -           | 23     | 1      |
| 2011-2012                 | Real Madrid               | PD                        | 0          | 0          | CR              | -               | -               | UCL                | 1                  | 0                  | SS          | -           | -           | 1      | 0      |
| 2012-2013                 | Sporting Lisbona B        | SL                        | 31         | 1          | -               | -               | -               | -                  | -                  | -                  | -           | -           | -           | 31     | 1      |
| Totale Sporting Lisbona B | Totale Sporting Lisbona B | Totale Sporting Lisbona B | 34         | 1          |                 | -               | -               |                    | -                  | -                  |             | -           | -           | 34     | 1      |
| 2012-2013                 | Sporting Lisbona          | PL                        | 3          | 0          | CP+CdL          | 0+0             | 0               | UEL                | 0                  | 0                  | -           | -           | -           | 3      | 0      |
| 2013-gen. 2014            | Parma                     | A                         | 6          | 0          | CI              | 2               | 0               | -                  | -                  | -                  | -           | -           | -           | 8      | 0      |
| gen.-giu. 2014            | Sassuolo                  | A                         | 9          | 0          | CI              | -               | -               | -                  | -                  | -                  | -           | -           | -           | 9      | 0      |
| 2014-2015                 | Parma                     | A                         | 22         | 0          | CI              | 2               | 0               | -                  | -                  | -                  | -           | -           | -           | 24     | 0      |
| Totale Parma              | Totale Parma              | Totale Parma              | 28         | 0          |                 | 4               | 0               |                    | -                  | -                  |             | -           | -           | 32     | 0      |
| 2015-2016                 | Rennes                    | L1                        | 22         | 0          | CF+CdL          | 0+2             | 0               | -                  | -                  | -                  | -           | -           | -           | 24     | 0      |
| 2016-2017                 | Rennes                    | L1                        | 19         | 0          | CF+CdL          | 1+0             | 0               | -                  | -                  | -                  | -           | -           | -           | 20     | 0      |
| Totale Rennes             | Totale Rennes             | Totale Rennes             | 41         | 0          |                 | 3               | 0               |                    | -                  | -                  |             | -           | -           | 44     | 0      |
| 2017-2018                 | Montpellier               | L1                        | 34         | 1          | CdF+CdL         | 3+2             | 0               | -                  | -                  | -                  | -           | -           | -           | 39     | 1      |
| 2018-2019                 | Montpellier               | L1                        | 31         | 1          | CdF+CdL         | 0+1             | 0               | -                  | -                  | -                  | -           | -           | -           | 32     | 1      |
| 2019-2020                 | Montpellier               | L1                        | 16         | 1          | CdF+CdL         | 0+2             | 0               | -                  | -                  | -                  | -           | -           | -           | 18     | 1      |
| 2020-2021                 | Montpellier               | L1                        | 22         | 2          | CdF             | 2               | 0               | -                  | -                  | -                  | -           | -           | -           | 24     | 2      |
| 2021-2022                 | Montpellier               | L1                        | 1          | 0          | CdF             | 0               | 0               | -                  | -                  | -                  | -           | -           | -           | 1      | 0      |
| 2022-2023                 | Montpellier               | L1                        | 1          | 0          | CdF             | 0               | 0               | -                  | -                  | -                  | -           | -           | -           | 1      | 0      |
| Totale Montpellier        | Totale Montpellier        | Totale Montpellier        | 105        | 5          |                 | 10              | 0               |                    | -                  | -                  |             | -           | -           | 115    | 5      |
| 2021-2022                 | Montpellier 2             | CFA                       | 1          | 0          | -               | -               | -               | -                  | -                  | -                  | -           | -           | -           | 1      | 0      |
| 2022-2023                 | Montpellier 2             | CFA 2                     | 3          | 0          | -               | -               | -               | -                  | -                  | -                  | -           | -           | -           | 3      | 0      |
| Totale Montpellier B      | Totale Montpellier B      | Totale Montpellier B      | 4          | 0          |                 | -               | -               |                    | -                  | -                  |             | -           | -           | 4      | 0      |
| 2023-2024                 | Estrela Amadora           | PL                        | 0          | 0          | CP+CdL          | 0               | 0               | -                  | -                  | -                  | -           | -           | -           | 0      | 0      |
| Totale carriera           | Totale carriera           | Totale carriera           | 284        | 7          |                 | 19              | 1               |                    | 1                  | 0                  |             | 0           | 0           | 304    | 8      |

### Cronologia presenze e reti in nazionale
| Cronologia completa delle presenze e delle reti in nazionale ― Portogallo | Cronologia completa delle presenze e delle reti in nazionale ― Portogallo | Cronologia completa delle presenze e delle reti in nazionale ― Portogallo | Cronologia completa delle presenze e delle reti in nazionale ― Portogallo | Cronologia completa delle presenze e delle reti in nazionale ― Portogallo | Cronologia completa delle presenze e delle reti in nazionale ― Portogallo | Cronologia completa delle presenze e delle reti in nazionale ― Portogallo | Cronologia completa delle presenze e delle reti in nazionale ― Portogallo |
| Data                                                                      | Città                                                                     | In casa                                                                   | Risultato                                                                 | Ospiti                                                                    | Competizione                                                              | Reti                                                                      | Note                                                                      |
| ------------------------------------------------------------------------- | ------------------------------------------------------------------------- | ------------------------------------------------------------------------- | ------------------------------------------------------------------------- | ------------------------------------------------------------------------- | ------------------------------------------------------------------------- | ------------------------------------------------------------------------- | ------------------------------------------------------------------------- |
| 14-10-2018                                                                | Londra                                                                    | Scozia                                                                    | 1 – 3                                                                     | Portogallo                                                                | Amichevole                                                                | -                                                                         | 57’                                                                       |
| Totale                                                                    |                                                                           | Presenze                                                                  | 1                                                                         |                                                                           | Reti                                                                      | 0                                                                         |                                                                           |

## Palmarès

### Club

#### Competizioni nazionali
- Campionato spagnolo di terza divisione: 1

Real Madrid Castilla: 2011-2012